# بوتاواتا
بوتاواتا (به لاتین: Butawatta) یک منطقهٔ مسکونی در سری‌لانکا است که در استان مرکزی (سری‌لانکا) واقع شده‌است.